# Porwanie w Tiutiurlistanie
Porwanie w Tiutiurlistanie – powieść dla dzieci autorstwa Wojciecha Żukrowskiego napisana podczas okupacji niemieckiej dla wydawnictwa Stefana Kamińskiego w Krakowie. Książka ukazała się po raz pierwszy w 1946 z ilustracjami Adama Marczyńskiego. Na jej podstawie w 1986 powstał w bielskim Studiu Filmów Rysunkowych pełnometrażowy film animowany w reżyserii Zdzisława Kudły i Franciszka Pytera. Film został wydany na VHS.

## Wydania
W 1970 ukazało się II wydanie książki z ilustracjami Mariana Murawskiego nagrodzone Srebrnym Medalem V Międzynarodowego Biennale Grafiki Użytkowej w Brnie.
W 1976 książka została wpisana na Listę Honorową IBBY. Dyplomy Listy Honorowej wręczane są podczas kongresów IBBY (odbywających się co dwa lata), a wręczaniu towarzyszy prezentacja wszystkich nominowanych książek. Porwanie było czwartą wyróżnioną w ten sposób polską książka dla dzieci i młodzieży w kategorii „Autor”. Przed Żukrowskim na listę wpisano książki Ireny Jurgielewiczowej, Hanny Ożogowskiej i Janusza Domagalika.
Pierwsze wydanie „Porwania w Tiutiurlistanie” zawierało obietnicę autora, zapowiadającą ponowne spotkanie z bohaterami książki w „Na tronie w Blabonie”. Następne wydania książki także zawierały tę zapowiedź, jednak drugiego tomu nie było przez około czterdzieści lat. W 1985 roku wyszedł drugi tom „Porwania w Tiutiurlistanie”, zatytułowany zgodnie z zapowiedzią „Na tronie w Blabonie”.
Pierwsza książka mówi o przyjaźni, oddaniu, pomoc i ma wydźwięk antywojenny. Wojna pokazana jest w niej w krzywym zwierciadle, w karykaturze. Zwycięża nie siła, ale rozum, który pokonuje głupotę. Blablacja zawiera pokój z Tiutiurlistanem.
Przygody przyjaciół z „Porwania” wielokrotnie przedstawiane były na deskach teatrów dla młodych widzów. Były to przedstawienia lalkowe lub grali w nich aktorzy. „Porwanie w Tiutiurlistanie” wystawiał Teatr na Woli, teatry w Kielcach, Radomiu i Białymstoku.
W 2007 r. wydawnictwo audiobooków Ezbook wydało „Porwanie w Tiutiurlistanie” w formie audiobooka (mp3). Książkę czyta Jerzy Trela – czas trwania 6 godzin 4 minuty. W 2015 r. Bellona przygotowała kolejne wydanie „Porwania w Tiutiurlistanie” w formie audiobooka (mp3), tym razem tekst czyta Marian Opania. Czas trwania 7 godzin i 42 min.

## Streszczenie
Cała akcja dzieje się na terenie fikcyjnych krajów – Tiutiurlistanu i Blablacji.
Podczas podróży po Tiutiurlistanie z karocy królewskiej odpada koło. W trakcie naprawiania go Królewna Wiolinka wychodzi zebrać kwiaty. Zostaje uprowadzona ku przerażeniu jej opiekunów, którzy nie mogli jej znaleźć.
W międzyczasie na rozdrożu dróg spotykają się główni bohaterowie – Marcin Pypeć, Mysibrat Miauczura i Lisica Chytraska. Zaprzyjaźniają się, po czym zasiadają do wspólnej kolacji, w trakcie której Marcin opowiada historię zdobycia dwóch z jego paru medali – medal Blablacki i Tiutiurlistański.

### Opowieść Marcina o wojnie
Marcin Pypeć dwa medale zdobył na wojnie, która miała miejsce na krótko przed akcją książki. Historia zaczyna się, gdy do Tiutiurlistanu przyjeżdża Król Cynamon. Wraz ze swoim towarzyszem zostają honorowo przyjęci przez Króla Baryłkę. Uczta wydana na cześć gości trwała 7 dni i 7 nocy. W końcu królowie postanawiają rozegrać partię warcabów z jadalnymi pionkami. Pod koniec gry robią przerwę, w trakcie której ginie pionek Króla Baryłki. Królowie zaczynają się kłócić o oszukiwanie i o to, kto wygrał grę. Wychodzi na jaw, że to papuga króla Baryłki zjada pionki. Król Baryłka obrażony nazwaniem jego papugi złodziejem wdaje się w bójkę z Królem Cynamonem i wypowiada wojnę Blablacji.
W trakcie wojny prowadzone są nieczyste zagrywki jak m.in. przekupienie Koziołka przez przedstawicieli Blablacji, by ten usunął Hrabiego Majoneza, co się udaje – Hrabia w efekcie polania jego stóp sokiem malinowym i lizania go przez Koziołka popada w chorobę, która go wyklucza z udziału w wojnie. Żeby nie było kompromitacji, Król Baryłko wystosował do swoich rycerzy list, w którym pisze, iż Hrabię porwali rycerze Króla Cynamona.
Następnego dnia odbywa się bitwa, w której przede wszystkim dzięki pomysłowości dwóch chłopców – Hipcia i Supełka – udaje się wygrać Tiutiurlistanowi – wystrzeliwują oni w stronę Blablacjan rój os, co powoduje ich ucieczkę do Blablony – stolicy Blablacji, gdzie odbył się kolejny etap wojny, w którym już Hrabia Majonez mógł uczestniczyć. Tam znów udaje się wygrać dzięki pomysłowości chłopców, bowiem Tiutiurlistanie nie mogli się przedostać przez mury. Wpadają oni na pomysł, żeby Marcin przerzucił ich za pomocą huśtawki na mur, a oni już otworzą bramę, co się udaje. Rycerze wpadają do miasta, ale zatrzymują ich barykady zrobione z suto zastawionych stołów. Tylko Marcin zachowuje trzeźwość umysłu, dzięki czemu wraz z Królem Baryłką i jednym żołnierzem dobiega pod Pałac Królewski Króla Cynamona.
Wojna kończy się remisem – Król Baryłka zdobył Blablonę, ale Król Cynamon pokonał jego armię. Królowie postanawiają się pogodzić, co odbierane jest z radością.

### Odnalezienie księżniczki
Bohaterowie po wysłuchaniu opowieści zostają nawiedzeni przez królewskiego posłańca z Blablacji, który niesie informację o porwaniu księżniczki. Bohaterowie szybko zdają sobie sprawę z tego, że skoro do porwania doszło w Tiutiurlistanie, to zagrożenie kolejną wojną jest całkiem realne. Dlatego postanawiają odnaleźć księżniczkę.
Po przespaniu się bohaterowie ruszają w kierunku granicy z Blablacją. Po drodze słyszą piosenkę śpiewaną przez dzikie pchły tresowane przez Cygana Nagniotka. Kiedy Cygan z całą rodziną znika z pola widzenia, Marcin postanawia sprawdzić barak Cyrku Merdano. W środku jednak okazuje się być Drumla, która szybko zaczyna mu wróżyć. Po chwili kogut ledwo uchodzi z życiem dzięki ostrzeżeniu tajemniczego głosu z zamkniętej beczki, bowiem Drumla miała go trzymać dla Nagniotka, by ten mógł go zabić i zjeść.
Bohaterowie ruszają dalej, gdy nagle Marcin zauważa, że zostawił trąbkę w cyrku. Natychmiast tam wracają. Trąbka leży przywiązana do nogi Nagniotka. Jednak Mysibratowi udaje się odzyskać trąbkę bez zwracania uwagi. Wtedy nagle słyszą dziewczęcy płacz – jest to ten sam głos, który uratował Marcinowi życie. Kot, kogut i lisica sprawdzają beczkę – znajdują w środku zaklętą Księżniczkę Wiolinkę. Uwalniają ją i szybko uciekają, co złości Nagniotka, gdy ten odkrywa, iż w beczce zamiast dziewczyny została żaba.
Następnego dnia bohaterowie trafiają do Gospody pod Śledzikiem. Głodna księżniczka wpada tam i żąda natychmiastowego obsłużenia ją najlepszymi, wykwintnymi potrawami. W tym samym czasie do gospody trafia mężczyzna chcący napić się wina, a który podróżuje z 20. księżniczkami. Tak więc gospodarz zaalarmowany, że ma u siebie Księżniczkę Wiolinkę, wystawia mężczyźnie jej rachunek. Po chwili wywiązują się problemy – mężczyzna udowadnia Wiolince, że nie wygląda jak Wiolinka, upokarza ją. Gospodarz więc żąda od bohaterów spłaty długu. Uciekają.
W międzyczasie Cygan Nagniotek, będąc na ich tropie, odkrywa, że dziewczyna, którą porwał to księżniczka Blablacji i że jest wyznaczona spora nagroda za jej odnalezienie. Postanawia wówczas dorwać przeciwników, księżniczkę odstawić do domu i tym samym koguta, kota i Lisicę wrobić w porwanie, a samemu zarobić nagrodę. W końcu Cygan trafia za nimi do lasu, gdzie, nie mogąc ich znaleźć, przyzywa armię muchomorów. Każe im odnaleźć bohaterów i przynajmniej księżniczkę zostawić żywą. Plan się nie powodzi – Cygan, trafiając na umówione miejsce z armią muchomorów, o mało co nie topi się w bagnach, a bohaterowie uciekają.

### Opowieść Mysibrata i Lisicy
Tego samego dnia lisica kładzie księżniczkę spać, po czym wraz z Marcinem wysłuchuje przed snem historii Mysibrata.
Miauczura urodził się wraz z dwoma braćmi we młynie. Bracia zostali uwięzieni przez młynarza, jemu udaje się uciec. Jednak kiedy rodzice odkrywają, co się stało, załamują się – Szczurołap porzuca rodzinę i ucieka na Księżyc, gdzie śpiewa i rozpacza nad utratą dwójki dzieci. Z kolei Szarusia porzuca ostatniego syna we młynie i rusza w świat.
Kotem opiekuje się Młynarz, ten w zamian za to pracuje ciężko we młynie. Pewnego razu rodzina myszy przychodzi do tyrana z prośbą, by ten został chrzestnym ich synka. Miauczura zgadza się na to. Wkrótce potem na imprezie po chrzcie zostaje przydzielony mu przydomek Mysibrat. Od tego momentu nie poluje na myszy, gdyż każda złapana daje mu powód, by ją uwolnić, zazwyczaj związany z jego chrześniakiem. W końcu Młynarz denerwuje się i wyrzuca Mysibrata z młyna. Ten nigdzie nie może znaleźć pracy, za to myszy podrzucają mu kawałki sera wyrywane z pułapek na myszy.
Następnie swoją historię opowiada Lisica Chytraska. Była ona wychowanką i nauczycielką języka kurzego i kaczego dla dzieci Starego Indyka. Pewnego razu bawiła się z dziećmi w Indian i żeby zrobić czapki dla dzieci wyrywała dyskretnie pióra z ogona ich ojca. Kiedy Indyk się domyślił, co jest grane, przegonił Lisicę.

### Później
Następnego dnia lisica wybiera się do pobliskiej wsi wyżebrać pieniądze lub jedzenie. Ludzie jednak zamykają przed nią drzwi i okna oraz chowają nawet świnie. Zostaje w końcu obrabowana z futra przez gang, po czym ucieka do Mysibrata, który na polecenie głodnej Wiolinki rozpala ognisko, by ugotować jajo znalezione w rzeczach Marcina. Po chwili Marcin przychodzi z jednym z członków gangu, który oddaje futro i prosi o wybaczenie. Przedstawiony zostaje jako Makary Hulajnoga, a sam przedstawia zaraz potem swoich towarzyszy – Juliusza Tryburzona i Hilarego Węgiełka. Opowiadają, że są Uczynnymi Pszczelarzami, którzy okradając dwa razy w roku mieszkańców pobliskiej wioski, chcą ich wyleczyć ze skąpstwa, a przy okazji zarobić na utrzymanie własne, a to, co im niepotrzebne oddają biednym. Tak więc bohaterowie dostają jedzenie i po monecie. Jednak mimo tego Wiolinka uważa Marcina za świnię, zarzuca mu ukrywanie jedzenia. Wówczas wszyscy przypominają sobie o jajku, na które Marcin rzuca się pędem. Okazuje się bowiem, iż w tym jajku jest synek koguta, który chwilę później się wykluwa. Kapral stwierdza jednak, że na razie jest zbyt wcześnie i niebezpiecznie dla synka, dlatego zamyka jeszcze małego kogucika w jajku, używając drutu, po czym wyruszają w dalszą drogę.
Bohaterowie docierają do Blablony. Kogut i kot postanawiają załatwić jakieś ładne ubrania dla Wiolinki i uzyskać jakoś od Cygana Nagniotka maść na wybielenie księżniczki. Tutaj na pomoc przychodzi Koziołek, który za opłatą oferuje, że pójdzie do Nagniotka i kupi maść. Kot i kogut zgadzają się na to, ale przyrzekają, że jeśli Koziołek ich oszuka, to marnie skończy. Wieczorem Koziołek przychodzi do Drumli i oprócz kremu na wybielenie kupuje również maści na porost brody i połysk rogów.
W międzyczasie Mysibrat i Marcin idą na występ Cyrku Merdano w Blablonie. Tam w trakcie występu przez kawał Hipcia i Supełka wybucha wśród ludzi panika, w trakcie której Nagniotek łapie Mysibrata i doprowadza go wraz z żołnierzami do sądu, gdzie poprzednio sam złożył zeznania.
W trakcie, kiedy Koziołek omyłkowo oddaje Marcinowi krem na porost brody zamiast na wybielenie cery, toczy się rozprawa sądowa kota Mysibrata. Zostaje on oskarżony o porwanie królewny w celu wymuszeniu okupu. Mysibrat oczywiście wszystkiemu zaprzecza i mówi, iż to Cygan Nagniotek jest porywaczem. Sąd nie wierzy mu, dlatego zarządza przeprowadzenie tortur. W trakcie napełniania go wodą do przesady dalej twierdzi, że to Cygan jest winny. W końcu przy torturze naciągania ogona, kat za zgodą sądu zadaje pytanie, czy kapral Pypeć miał coś wspólnego z porwaniem królewny, po czym uderza kota w ogon, powodując natychmiastowo reakcję zamiauczenia.

Kat: Już wiemy, że ty jesteś niewinny. Ale powiedz, czy kapral Pypeć miał coś wspólnego z porwaniem królewny? <Uderzenie w ogon.>
Mysibrat: MIAU!
Kat: Przyznał się! Mówi, że miał! A jeśli kogut, to i Lisica Chytraska!

Sąd orzeka karę śmierci z wykonaniem dnia następnego na dziedzińcu głównym. Kat odchodzi i zdejmuje maskę – okazuje się, że był to Cygan Nagniotek.
Następnego dnia Marcin planuje, używając strzelby, uratować Mysibrata. Jednak ma problemy z wymierzeniem i łzy przeszkadzają mu, więc nic nie robi. Nagle kot się uwalnia, co wywołuje w ludziach wiarę, iż rzeczywiście kot jest niewinny i zaczynają szukać kata. Po chwili tajemnicę cudu wyjaśnia chrześniak kota – wszystkie myszy w środku nocy poprzecinały wszelkie sznurki, paski i szelki.
Bohaterowie w końcu uciekają z Wiolinką, której w efekcie błędu Koziołka wyrosła ruda, kozia broda. Wieśniak podwozi ich do lasu, skąd ci wyruszają w stronę miejsca organizacji wojsk Króla Cynamona, który już szykuje się do wojny z Tiutiurlistanem. Po drodze spotykają Czerwonego Kapturka rozpaczającego po zjedzeniu babci przez wilka. Okazuje się to być pułapką zastawioną przez Nagniotka – Czerwony Kapturek okazał się być Klaponem. Bohaterowie znów uciekają i po drodze trafiają do domu Białoksiężnika. Ten przygotowuje magiczną miksturę, która usuwa kozią brodę i odczarowuje serce księżniczki, po czym bohaterowie ruszają dalej. Zaraz potem Białoksiężnik patrzy w magiczną kulę, która przepowiada Marcinowi śmierć.
Pod koniec dnia bohaterowie docierają pod klasztor kościelny, gdzie spotykają Czarnego Barana, który w zamian za trąbkę sprzedaje złote pantofle dla Wiolinki. Ta zadowolona dziękuje i idzie obmyć stopy oraz założyć buty. Wówczas zaklęcie Nagniotka przestaje działać i Wiolinka staje się znów piękną blondynką o dobrym sercu. Nawet każe kotowi, lisicy i kogutowi przestać tytułować ją królewną – dla nich jest po prostu Wiolinką.

### Zakończenie
Bohaterowie ruszają do kościoła. Po drodze zostają jednak napadnięci przez Cygana Nagniotka. Mysibrat chce go zatrzymać, ale powstrzymuje go Marcin, który postanawia sam się zająć Cyganem. Kot i Chytraska uciekają z księżniczką do klasztoru. Z kolei między Cyganem a kogutem wywiązuje się bójka, w trakcie której pierwszy rani poważnie drugiego nożem i ucieka. Dobiegają do niego Uczynni Pszczelarze, lecz okazuje się być za późno – Marcin Pypeć już nie żyje.
Ciało zostaje zaniesione do klasztoru, podczas gdy Mysibrat i Chytraska opłakują towarzysza, z jajka wydostaje się już nieco bardziej starszy synek Marcina – Epikurek. Podchodzi spokojnie do śmierci ojca i planuje pomścić ojca, w czym popierają go Uczynni Pszczelarze, którym ten opowiada historie ojca z wojen.
W okolice kościoła dociera armia Króla Cynamona. Uczynni Pszczelarze biegną zawiadomić króla, iż Królewna Wiolinka się odnalazła, po czym przyprowadzają jego i jego świtę pod bramy klasztoru. Tam córka spotyka się z ojcem. Wojna zostaje odwołana, a rycerze Blablacji cieszą się wraz z kotem, lisicą, zakonnikami i Uczynnymi Pszczelarzami ze szczęśliwego zakończenia.
Mysibrat odziedziczył młyn po Młynarzu, ale interesy nie szły mu dobrze z powodu jego paktu z myszami. Lisica zaczęła pracować w gospodzie w Tulebie – stolicy Tiutiurlistanu. Cygan Nagniotek niedługo potem ginie. Jego cyrk zostaje przejęty przez Hipcia i Supełka. Koziołek założył aptekę, w której fałszował pigułki, a Uczynni Pszczelarze założyli bank.

## Postacie

### Główni bohaterowie pozytywni
- Marcin Pypeć – kogut ze stopniem kaprala. Wysoki, odważny, brał udział w licznych wojnach. Zawsze skory do pomocy swoim towarzyszom, nawet jeśli miałby zaryzykować własnym życiem. Nie rozstaje się z trąbką oraz z jajkiem z jego synkiem. Ginie pod koniec książki ugodzony nożem przez Cygana Nagniotka.
- Mysibrat Miauczura – kot. Syn Szczurołapa i Szarusi, wnuk Kota w Butach. Urodzony w miejscowości Młyńsko Stare. Jego imię to Mysibrat, ponieważ zbratał się on z myszami i na ich prośbę został ojcem chrzestnym jednej z nich.
- Lisica Chytraska – lisica. Była wychowawczynią oraz nauczycielką języków obcych w rodzinie Indyków. Marzy jej się praca w cukierni. Zawsze chodzi w futrze, które ma od dziecka.
- Królewna Wiolinka – córka Króla Cynamona i Królowej Cykuty, księżniczka Blablacji. Przed rzuceniem i po zdjęciu klątwy Cygana Nagniotka ma dobre serce, jest piękną dziewczyną o blond włosach. Z kolei czary cygana zmieniły ją w brzydką, egoistyczną dziewczynę.

### Główni bohaterowie negatywni
- Cygan Nagniotek – nazywany również mistrzem. Właściciel Cyrku Merdano, który wystawia pokaz tańca i śpiewu dzikich pcheł. Posługuje się on czarną magią.
- Cygan Klapon – młodszy syn Nagniotka, często poniżany przez niego.
- Cyganka Drumla – starsza córka Nagniotka, sprzedająca różne maści i potrafiąca wróżyć z dłoni oraz zmieniać się w sowę.

### Uczynni Pszczelarze
Uczynni Pszczelarze to grupa założona przez trzech niżej opisanych mężczyzn, która dwa razy do roku objeżdża jedną wioskę i okrada ludzi z pieniędzy, wykorzystując ich chciwość. Tłumaczą to chęcią wyleczenia ludzi ze skąpstwa. Nie wszystko zatrzymują dla siebie – dla biednych, potrzebujących i wędrujących dadzą pieniądze albo poczęstują jedzeniem, jakie mają.
- Makary Hulajnoga – wysoki, szczupły brunet, z czarną brodą i rudym wąsem. Był fryzjerem, ale mieszkańcy wsi woleli sobie włosy z głowy wyrywać zamiast zapłacić za obcięcie.
- Juliusz Trybuszon – średniego wzrostu, prawie łysy. Był nauczycielem, ale mieszkańcy wsi woleli być analfabetami, nie posyłali dzieci do szkoły.
- Hilary Węgiełek – niski, gruby, z wąsem. Był budowniczym, ale 3 pokolenia czekał, aż coś się będzie budować w wiosce. Nie doczekał się nigdy.

### Inni
- Król Baryłko – niski, gruby, stary król Tiutiurlistanu, posiada papugę.
- Król Cynamon – szczupły, wysoki, młody król Blablacji, mąż królowej Cykuty i ojciec Wiolinki.
- Hrabia Majonez – wysoki, prosty, surowy, najbliższy doradca króla Baryłki, dowódca wojsk Tiutiurlistanu.
- Białoksiężnik – człowiek, który całe życie spędził na badaniu przyrody, szczególnie roślin. Ponieważ ludzie nie rozumieją nauki, jest uważany za maga, nie za uczonego.
- Epikurek – syn Marcina Pypcia.

## Opinie krytyków
Tak pisze o Porwaniu w Tiutiurlistanie Lesław Bartelski: „Mimo pogodnej i dowcipnej opowieści, noszącej rzeczywiście wszelkie cechy baśni, ale dziejącej się przecież na ziemi, wojna położyła się cieniem na przeżyciach bohaterów „Porwania w Tiutiurlistanie”. Kraina to bowiem fantastyczna, ale jakże bliska naszym doznaniom okupacyjnym.... podjął Żukrowski równie istotne problemy solidarności, przyjaźni i wierności, a także gotowości do ponoszenia trudu i poświęcenia... Nie ma jednak w tej postawie autora „Porwania w Tiutiurlistanie” natrętnego moralizatorstwa czy dydaktyzmu. Żukrowski nie pragnie nikogo pouczać, on snuje opowieść o dziejach przyjaźni, wzruszającej i chwytającej nas za serca. Sylwetki głównych bohaterów, nakreślone, jak zwykle u tego pisarza, wielowymiarowo, pełne charakterystycznych zalet, ale i wad, wbijają się w pamięć czytelnika i zyskują nasze uznanie.”
Stefan Melkowski ocenia tę prozę dla dzieci następująco: „W tej prozie obowiązuje także beztroska wesołość, na przekór okropnościom wojny. Jedynie życie publiczne – polityka, historia – jest przerażające i absurdalne równocześnie. Tylko homo politicus nie dostąpi tu oczyszczenia przez śmiech. Szczęście istnieje – zdaje się mówić pisarz – w codzienności człowieczej. I w fantazji. I w przyrodzie. I w baśni. I to już wszystko bowiem człowiek społeczny jest absurdem, natomiast na całym obszarze ludzkiej prywatności oraz natury baśni panuje wolność i szczęście. Tak to wyrażał się i odciskał w baśniowym świecie przerażający czas wojny! Oczywista, że w baśni, którą jest przecież „Porwanie w Tiutiurlistanie”, czarna magia okrutnej historii i złej natury człowieczej została zrównoważona dobrą biała magią Białoksiężnika czy dziecinną magią na wesoło, ale groźne moce pozostają groźnymi mocami... Baśń o Tiutiurlistanie była więc w znacznym stopniu próbą ocalenia ufności dziecka, świata, w którym układ wartości jest prosty i przejrzysty. Tu i w następnych książkach dla dzieci realizuje się wprost i dosłownie jego (W. Żukrowskiego przyp. autora) utopia humanistyczna.”